# Los pasos dobles
Los pasos dobles è un film del 2011 diretto da Isaki Lacuesta.

## Riconoscimenti
- Festival Internazionale del Cinema di San Sebastián
  - Concha de Oro